# 廉庄乡
廉庄子乡是中国天津市宁河县下辖的一个乡。

## 行政区划
廉庄子乡下辖于怀村、大于村、任千户村、李花毛村、西岳庄村、西朱庄村、杨拨庄村、菜园村、孟庄子村、廉庄子村、高坨村、前米场村、后米场村、岳道口村、木头窝村、朝阳村。